# كوبنهاغن - مثلث الموت
رواية 'كوبنهاغن - مثلث الموت، للكاتب والناقد الفني العراقي حسين السكاف هي رواية تكشف أسرار ظهور الإرهاب في العراق وهي أول عمل روائي يتناول الوضع العراقي في ظل الإرهاب بعد سقوط التمثال

## العنوان
أهمية العنوان تكمن في دلالته، فالرواية تحكي قصة رحلة لزيارة العراق، بدأت من الدنمارك منتصف عام 2004 قامت بها الصحفية الدنماركية «كميلة أندرسن» مع زوجها الصحفي العراقي «علاء كاظم» المقيم في الدنمارك والذي يحمل الجنسية الدنماركية. «مثلث الموت» هو المنطقة العراقية الكائنة وسط العراق تماماً، والذي يتمثل بمدينة المحمودية والمناطق المحيطة بها المحصورة بين محافظة بغداد شمالاً ومحافظة بابل جنوباً، وتعد هذه المنطقة مركز ذلك المثلث الذي صار من مناطق العراق الأكثر شهرة في إثارة الرعب وتفشي العمليات الإرهابية، والذي ذاع صيته في كافة بلدان العالم ومنها الدنمارك، حيث عرف الفرد الدنماركي من خلال وسائل الإعلام مناطق صغيرة هي في الحقيقة قرى وأرياف تابعة لمدينة المحمودية تقع ضمن نطاق ما يسمى بـ «مثلث الموت» وبهذا يكون لعنوان الرواية دلالة على تلك الرحلة التي انطلقت من العاصمة الدنماركية كوبنهاغن إلى مدينة المحمودية، تلك المدينة التي ولد وعاش فيها الصحفي علاء كاظم حتى عام 1991 وقت هروبه من العراق جراء حكم بالإعدام أصدرته الحكومة العراقية بحقة كونه رفض المشاركة كجندي عراقي في احتلال الكويت، حيث حصل على اللجوء السياسي والإقامة بالدنمارك.
ليس هناك خلاف على أن مأساة العراق وحمامات الدم التي شهدتها مدن العراق وشوارعها منذ دخول قوات الاحتلال الأمريكي وسقوط التمثال، على أنها مأساة تجاوزت حجم الكارثة بكثير. ولكن يمكننا الاعتراف على أن هناك الكثير من الخلاف والجدل حول مسببات تلك المأساة. أقاويل كثيرة ونقاشات مريرة حاولت الوقوف على السبب الحقيقي لتلك المأسات التي عاشها وما زال يعيشها العراق وأبنائه. وهذا ما دفع بالكاتب العراقي حسين السكاف المقيم في الدنمارك إلى كتابة وإصدار روايته محاولاً الوقوف على المسببات الحقيقية لظهور ظاهرة الإرهاب في العراق متخذاً من مدينة المحمودية التي تحولت إلى منطقة تعج بالإرهابيين الذين ارتكبوا أبشع الجرائم ضمن محيطها بعد أن كانت مدينة يهتم أبنائها بالثقافة والفن والأدب، والتي رفدت الحركة الثقافية والفنية العراقية بالكثير من أبنائها. تعد رواية كوبنهاغن – مثلث الموت العمل الأول الذي يتناول الحالة العراقية بعد دخول القوات الأمريكية واحتلالها العراق، ذلك الوضع الذي قلب موازين وحال العراق والعراقيين رأساً على عقب. ففي الوقت الذي كان العراقي يعاني فيه من ظلم السلطة الدكتاتورية وجبروتها وانتشار سجونها ومعتقلاتها وساحات الإعدامات ومن ثم المقابر الجماعية، صار العراقي يعيش كابوس الذبح والسلب والنهب بسبب الاحتلال الأمريكي وغياب السلطة، وهذا الوضع الذي تجاوز مرحلة المأساة أو الكارثة بكثير، لجدير بتسليط الضوء على أهم المسببات والعوامل والخلفيات السياسية والاجتماعية التي ساهمت بظهور ظاهرة الإرهاب. وقد كشفت الرواية عن حقيقة مهمة مفادها أن ما يجري في العراق الآن من إرهاب وجرائم ضد الإنسانية هو نتيجة طبيعية إلى كل ما كان يجري بشكل مدروس مخطط من ممارسات إرهابية وإصدار قوانين جائرة وتخريب نال دواخل الروح العراقية البسيطة من قبل الحكومة الدكتاتورية الزائلة التي كانت تمارس أساليب مدروسة عن طريق الحروب والسجون والترهيب وصرامة القوانين وتحويل شرائح المجتمع المنتجة إلى مستهلكين عن طريق إدخالهم في أجهزتها الأمنية.
تدور أحداث الرواية في النصف الثاني من عام 2004، أي بعد مضي أكثر من سنة ونصف على سقوط التمثال. وفيها يتتبع القارئ يوميات الصحفية الدنماركية «كميلة أندرسن» التي أتت إلى العراق بصحبة حبيبها «علاء كاظم» الذي يعمل أيضاً في مجال الصحافة. حيث تبدأ الرواية بحيثيات تعرض الصحفية كميلة أندرسن إلى عملية خطف مع زوجها من قبل إحدى الجماعات المسلحة، ومن خلال تلك الأحداث نعرف أنها أتت إلى العراق بمهمة إجراء تحقيق صحفي عن منطقة آثار بابل بعد أن كثرت الأقاويل حول التخريب والسرقات التي حصلت في تلك المنطقة فترة الحكم الدكتاتوري والفترة القصيرة التي تلتها، أي فترة الاحتلال. أهمية شخصية كميلة أندرسن التي تلعب دور البطولة في الرواية إلى جانب زوجها علاء كاظم، تكمن في إيضاح الفرق الشاسع بين ما يفكر به الفرد الأوربي والدنماركي على وجه الخصوص وبين الفرد الذي يعيش الحروب ويتعود منظر الدماء. كما تسلط شخصية كميلة الضوء على الفرق في التفكير بين النظرة الأوربية للعمل وتربية الأطفال وبين العشوائية التي تعيشها دول العالم الآخر في عدم الترتيب والتخطيط في ضروريات الحياة ومنها إنجاب الأطفال وتربيتهم. ومن خلال هذه الشخصية يسلط الكاتب الضوء على أهم الفلاسفة الدنماركيين الذين أثروا بشكل واضح على حركة الفلسفة العالمية وهو الفيلسوف الدنماركي سورن كيركاكارد. وكذلك وبصورة مبسطة، سلط الضوء على أهمية وجمال مقبرة النوربرو التي تحتضن الكثير من العقول الدنماركية. يركز العمل على ثلاث نقاط مهمة كانت السبب المباشر – حسب ما يراه المؤلف - في ظهور سيول الدم المراق على أرض العراق وبشكل يومي، أولها: هو أن المنطقة التي صار اسمها مثلث الموت بتاريخها وحاضرها كمدينة صغيرة تمتاز بطابعها التربوي الفلاحي ومدنيتها في مواكبة التطورات الثقافية والفنية على الساحة المحلية والعالمية، وهذا ما كان يعرف عنها قبل الاحتلال، ثم تحولت إلى منطقة تعج بالجماعات المسلحة من التكفيريين وقطاع الطرق ورجال العصابات من قوى الأمن والمخابرات التي كانت تعمل ضمن المؤسسات الأمنية التابعة لحكومة الدكتاتور، بعد دخول القوات المحتلة، وصارت شوارع المنطقة وأزقتها وبساتينها أماكن للقتل والرعب ارتكبت فيها أبشع الجرام، وهذا التحول الخطير بحاجة إلى دراسة متأنية وجرأة في الكشف عن مسبباته. وهذا ما كشفت عنه فصول الرواية بشكل دقيق وبتفصيل تاريخي. والنقطة الثانية التي ركزت عليها الرواية، هي، أبناء المنطقة من المثقفين والفنانين والكتاب والأدباء، جاء ذلك عن طريق بطل الرواية «علاء كاظم» الذي تصور عودتهم وهو يحملون حلمهم في رؤية مدينتهم الجميلة. فالفنان والشاعر الذي يترجم رؤيته في منتوجه الإبداعي عن طريق الصورة، هو في الحقيقة يحمل في مخيلته صورة المدينة التي عاش وترعرع ونما معها وواكب تطوراتها حين كانت تحتضنه حتى أصبحت فردوسه في المنفى. وعندما عاد الفنان المثقف المنفي إلى مدينته وشاهد جحيماً بدل الفردوس، خراباً بدل الحدائق والرياحين، قتلة بدل الصبايا الملاح الخارجات أفواجاً من مدارسهن إلى الأزقة وسطوح البيوت الواطئة، فأنه يدخل بدوامة كابوس سرعان ما يتمنى الخروج منه بأسرع وقت تحت تأثير صدمته وخيبته، فما حل في المدن العراقية من تخريب ودمار حوَّلها إلى بقايا مدن، تماماً كما صارت الذكريات، بقايا ذكريات في مخيلة الفنان المثقف المنفي، فالدمار طال تلك الصور الجميلة التي عاش عليها العراقي المنفي لسنوات طوال. أما النقطة الثالثة التي أشارت لها الرواية، والتي تعد من المخلفات الكارثية لحروب وإعدامات الدكتاتور، هي ظاهرة الأيتام - أيتام حروب الدكتاتور التي امتدت سنوات طوالاً – حيث تشير الرواية إلى أن من يسيطر على الشارع العراقي في وقتنا الراهن، ومنذ سقوط التمثال، هم أيتام حروب الدكتاتور الذين سرعان ما شكلوا الخلايا الإرهابية أو انضموا تحت لوائها بعد غياب السلطة وتفشي ظاهرة الجوع والعوز، معتمدين على فقرهم التعليمي والمعاشي وسطحية تفكيرهم وخلو أرواحهم من كل قيمة إنسانية، تلك القيمة التي انتزعتها منهم ممارسات السلطة الزائلة. كما وتطرقت الرواية إلى الخلفية التاريخية والاجتماعية التي تربى وعاش عليها الدكتاتور صدام حسين، الذي عانا من اليتم وفقدان الأب منذ أن أبصر الدنيا، وبالتالي فإن تنامي ظاهرة الأيتام في سنوات حكمه تعتبر مداً تاريخياً لمعاناته التي صار يفتخر بها بعد أن أنتجت حروبه الآلاف من أمثاله. اتخذ الكاتب من مدينة المحمودية متكأ كي يسقط الصورة بحجمها الحقيقي لتأخذ كافة مناطق العراق، فليست هناك فوارق كبيرة بين مدينة عراقية وأخرى من حيث بشاعة الجرائم التي ترتكب على أرضها وبين أزقتها، فكل مناطق العراق خضعت لحكم الديكتاتور، وفيها زرع رجال مخابراته وأمنه وجيشه، وفي كل مدينة عراقية كانت هناك ساحات إعدام وجرائم ترتكب بحجة الحفاظ على سلامة «الوطن». وأخيراً فقد وصفت بعض المقالات النقدية التي تناولت الرواية في الصحف العربية بأنها خطوة جريئة كشفت الكثير من خفايا الروح العراقية القلقة المتأثرة بالحروب ومناظر الدماء. كما وصفت تلك الكتابات رواية «كوبنهاغن - مثلث الموت» بالوثيقة التاريخية التي تناولت حقبة زمنية امتدت لأكثر من ربع قرن من تاريخ العراق.